# Doppelganger (pel·lícula de 2003)
Doppelganger (ドッペルゲンガー, Dopperugengā) és una pel·lícula de comèdia negra japonesa del 2003 dirigida per Kiyoshi Kurosawa, protagonitzada per Kōji Yakusho, Hiromi Nagasaku i Yūsuke Santamaria.

## Argument
En una empresa de fabricació d'instruments mèdics, l'enginyer tímid Michio Hayasaki (Kōji Yakusho) lluita per desenvolupar una cadira robòtica que pugui mobilitzar una persona paralitzada clínicament. S'adona que no arribarà enlloc amb això, no mentre la seva empresa segueixi fent demandes i imposant-li terminis. Molt estressat, en Michio s'adona amargament que no té el coratge de mossegar.
Quan arriba a casa de la feina, Michio comença a trobar-se esperant a la seva porta. Aviat veu que no és ell, sinó un home que és la imatge d'ell. Tement que estigui tenint una crisi mental, en Michio es pregunta si una llegenda que diu que un està destinat a morir poc després de veure el seu propi doppelganger pot ser certa. El seu aparent bessó (també Kōji Yakusho) li assegura sense problemes que no té res a témer. En Hayasaki, desconcertat, el convida a casa seva.
En Michio finalment s'adona que si bé el seu doppelganger és idèntic al seu aspecte, manierisme i parla, la personalitat i l'actitud del doppelganger són dràsticament diferents de les seves. Allà on és massa tímid per aconseguir el que vol, el seu doppelganger no té cap escrúpol a aconseguir el que vol. Allà on té massa por de parlar, el seu doppelganger diu el que pensa. Quan és moderat amb la beguda, el doppelganger es complau molt. Quan està orientat als detalls, no presta molta atenció als detalls, ja que està més preocupat pel resultat.
El doppelganger elimina totes les fonts d'estrès d'en Michio, reorganitza la seva vida per a millor, adquireix totes les coses per les quals ha cedit, fa coses rebels que Hayasaki no podia fer i ajuda a construir la cadira robòtica que el frustra durant tant de temps. Mentrestant, en Michio aprèn a gaudir de les accions aparentment nihilistes del seu doppelganger. Tanmateix, aviat es pregunta si el seu doppelganger té una agenda quan s'adona que està sent arrossegat a la bogeria.

## Repartiment
- Kōji Yakusho com a Michio Hayasaki
- Hiromi Nagasaku com a Yuka Nagai
- Yūsuke Santamaria com a Kimishima
- Akira Emoto com a Murakami
- Masahiro Toda com Aoki
- Hitomi Satō com a Takano

## Recepció
Josh Ralske de AllMovie va donar a la pel·lícula 3,5 sobre 5 estrelles. Mike Bracken d’IGN va elogiar l'actuació de Kōji Yakusho per "la difícil tasca d'interpretar dos personatges que són el mateix a l'exterior però totalment oposat en cas contrari." Todd Brown de Twitch Film pensava que els compostos digitals que duplicaven Yakusho a la pantalla són simplement perfectes.
Tom Mes de Midnight Eye va assenyalar que la pel·lícula té moltes similituds en particular amb el V-Cinema de Kiyoshi Kurosawa de 1996 Suit Yourself or Shoot Yourself: The Nouveau Riche, dient: "L'estructura cíclica dels esdeveniments recurrents que van formar la base de la trama d'aquesta pel·lícula es reutilitza en els darrers 30 minuts de Doppelgänger".